# Тагильское (Курганская область)
Тагильское — село в Каргапольском районе Курганской области. Административный центр Тагильского сельсовета.
В селе действует музей русская изба.

## Географическое положение
Село расположено у реки Миасс, примерно в 80 км к северо-западу от города Кургана.

## История
До 1917 года в составе Каргапольской волости Шадринского уезда Пермской губернии. По данным на 1926 год деревня Тагильская состояла из 156 хозяйств. В административном отношении входила в состав Тамакульского сельсовета Каргапольского района Шадринского округа Уральской области.

## Население
| 1989 | 2002 | 2010 |
| ---- | ---- | ---- |
| 812  | ↗980 | ↘962 |

По данным переписи 1926 года в деревне проживало 645 человек (300 мужчин и 345 женщин), в том числе: русские составляли 100 % населения.